# Рікардо Багадур
Рікардо Багадур (хорв. Ricardo Bagadur; 16 вересня 1995, Рієка) — хорватський футболіст, центральний захисник клубу «Осієк».

## Кар'єра
Багадур є вихованцем футбольного клубу «Рієка», куди він прийшов у 2009 році. До цього він займався в командах «Клана» і «Напрієд». 9 жовтня 2013 року Багадур дебютував в основному складі «Рієки», замінивши на 30-й хвилині травмованого Луку Марича у матчі першого раунду Кубка Хорватії проти «Змая» з Блато (11:0). Цей матч став єдиним для молодого футболіста у складі рідного клубу. В лютому 2014 року він був відданий в оренду до кінця сезону 2013/2014 в клуб другого дивізіону «Поморац» з Кострени, за який зіграв 8 матчів і забив 1 гол.
31 серпня 2014 року Багадур за 500 тис. євро перейшов в італійську «Фіорентину». У Серії A хорват дебютував 18 травня 2015 року, замінивши на 86-й хвилині Гонсало Родрігеса в матчі проти «Парми». 
13 січня 2016 року Багадура віддали в оренду до кінця сезону клубу італійської Серії B «Салернітана», де зіграв до кінця сезону у 10 матчах чемпіонату і забив 2 голи, після чого був відданий в оренду в «Беневенто», де не став основним гравцем, зігравши за рік лише в одному матчі, а його клуб вперше в історії пробився до Серії А.
2017 року перейшов до «Брешії», в якій також не зміг пробитися до основної команди, натомість невдовзі його віддали в оренду до нижчолігового «ФеральпіСало», в якому мав обмежену ігрову практику.
Влітку 2018 року повернувся на батьківщину, ставши гравцем «Осієка».

## Збірна
У 2013 році Багадур провів сім матчів у складі збірної Хорватії серед гравців до 19 років. У 2015 році він двічі зіграв за збірну до 20 років.